# واکنشگر فنتون
واکنشگر فنتون محلولی از هیدروژن پراکسید (H۲O۲) با آهن دو ظرفیتی (معمولاً آهن(II) سولفات، FeSO۴) به عنوان کاتالیزور است که برای اکسایش آلاینده‌ها یا فاضلاب مورد استفاده قرار می‌گیرد. از واکنشگر فنتون می‌توان برای از بین بردن ترکیبات آلی مانند تری‌کلرواتیلن (TCE) و تتراکلرواتیلن (پرکلرواتیلن، PCE) استفاده کرد. این واکنشگر در دهه ۱۸۹۰ توسط هنری جان هورستمان فنتون معرفی شد.